# Anna Wintour Costume Center
Het Anna Wintour Costume Center is een vleugel van het Metropolitan Museum of Art's hoofdgebouw in Manhattan die de collectie van het Costume Institute herbergt. Het centrum is vernoemd naar Anna Wintour, de langdurige en huidige hoofdredacteur van Vogue, Chief Content Officer van Condé Nast, en voorzitter van het museum's jaarlijkse Met Gala (vaak "Met Ball" genoemd) sinds 1995. Het werd gefinancierd door Lizzie en Jonathan Tisch. Vanaf augustus 2017 is de hoofdcurator Andrew Bolton.
Het centrum werd officieel geopend door de toenmalige First lady van de Verenigde Staten Michelle Obama op 5 mei 2014. Gasten waren onder meer Sarah Jessica Parker, Diane von Fürstenberg, Tory Burch, Zac Posen, Ralph Lauren en Donatella Versace.